# Schwertblättrige Binse
Die Pflanzenart Schwertblättrige Binse (Juncus ensifolius Wikstr., Syn.: Verojuncus ensifolius (Wikstr.) Záv.Drábk. & Proćków) gehört zur Gattung der Binsen (Juncus) innerhalb der Familie der Binsengewächse (Juncaceae). Sie kommt von Japan bis ins westliche Nordamerika vor.

## Beschreibung

### Vegetative Merkmale
Die Schwertblättrige Binse ist eine ausdauernde krautige Pflanze und erreicht Wuchshöhen von 20 bis 60, maximal 80 Zentimetern. Sie bildet ein kriechendes Rhizom. Die Im Gegensatz zu den meisten Binsen-Arten ist der aufrechte Stängel abgeflacht und schmal geflügelt. Es sind ein bis drei grundständige Blätter und zwei bis sechs Stängelblätter vorhanden. Die Blattspreite ist schwertförmig (namensgebend), bis zu 25 Zentimeter lang und 2 bis 6 Millimeter breit.

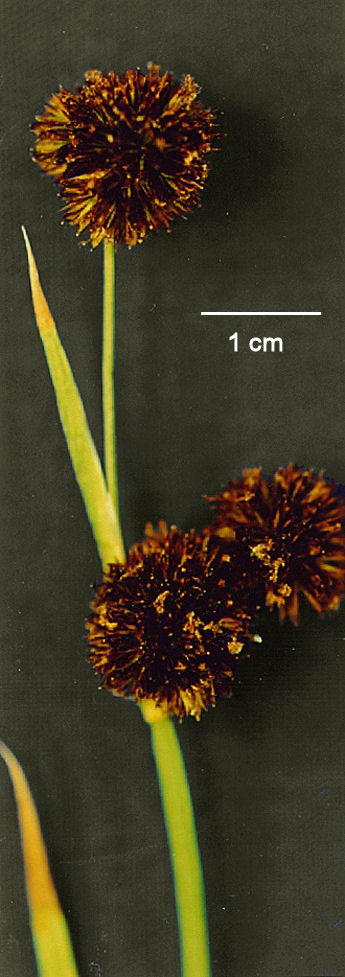
Blütenstand

### Generative Merkmale
Der Blütenstand wird nicht von einem Tragblatt überragt, ist also endständig; er besteht in der Regel aus einem bis sechs rundlichen, sehr kurz gestielten Knäueln, die einen Durchmesser um 10 Millimeter haben und jeweils bis zu 70 Blüten enthalten. Die Blüten sind dreizählig. Die sechs häufig rot- bis dunkel-braunen, oder auch grünen Blütenhüllblätter sind bei einer Länge von 3 bis 4 Millimetern lanzettlich mit zugespitztem oberen Ende. Die äußeren und inneren drei Blütenhüllblätter unterscheiden sich manchmal geringfügig in der Länge. Die Schwertblättrige Binse hat je nach Varietät drei oder sechs Staubblätter, wenn die Varietät als Art angesehen wird, nur drei. Es sind drei Narbenäste vorhanden.
Die walnuss- bis dunkel-braune, scharf-dreikantige Kapselfrucht ist etwa so lang wie die Blütenhüllblätter oder auch geringfügig länger und endet in einer kurzer Stachelspitze. Die Samen sind bei einer Länge von etwa 0,7 Millimetern ellipsoid und an den Enden etwas zugespitzt.
Die Chromosomenzahl beträgt 2n = 40.

## Ökologie
Bei der Schwertblättrigen Binse handelt es sich um einen Hemikryptophyten.

## Vorkommen
Die Schwertblättrigen Binse ist vom nördlichen bis zentralen Japan sowie den Kurilen und im westlichen Nordamerika von Alaska bis Kalifornien verbreitet. In Nordamerika wächst sie an offenen Teichrändern, in Sümpfen und nassen Wiesen in Höhenlagen von 400 bis 3000 Metern. Sie ist in Ostasien, im Osten Nordamerikas, in Neuseeland und Europa ein Neophyt. In Europa kommt sie als Neophyt von den Alpen, beispielsweise in Deutschland, bis nach Südschweden und Südfinnland vor. In Mitteleuropa wurde sie verwildert oder eingebürgert beobachtet in Deutschland, Belgien, Luxemburg, den Niederlanden, in Oberösterreich, Salzburg und Vorarlberg.

## Taxonomie und Systematik
Die Erstbeschreibung von Juncus ensifolius erfolgte 1823 durch Johan Emanuel Wikström in Kungliga Svenska Vetenskapsakademiens Handlingar, Band 2, Seite 274. Das Artepitheton ensifolius leitet sich vom lateinischen Wort ensis für „Schwert“ ab und bezieht sich auf die flache und zugespitzte Form der Laubblätter.
Bei Flora of North America aus dem Jahre 2000 gibt es zwei Varietäten:
- Juncus ensifolius Wikstr. var. ensifolius hat drei Staubblätter.
- Juncus ensifolius var. montanus (Engelmann) C.L.Hitchcock: Sie wird heute als eine eigene Art Juncus saximontanus A.Nelson angesehen und hat sechs Staubblätter. Sie kommt vom westlichen Kanada bis zum nördlichen Mexiko vor.[6]

## Verwendung
Die Schwertblättrige Binse wird zur Bepflanzung von Teichrändern benutzt.